# Joiners Arms
Le Joiners Arms, souvent raccourci en Joiners, est un pub et une salle de concert au 141 St Mary's Street à Southampton, au Royaume-Uni. Géré par Patrick Muldowney de la Joiners Southampton Ltd., le Joiners a ouvert en 1968. Il accueille depuis régulièrement des artistes en devenir ou déjà célèbre devant un public réduit à 150 personnes.

## Artistes célèbres s'y étant produits
- A Day to Remember
- Arctic Monkeys
- At The Drive-In
- Biffy Clyro
- Blood Red Shoes
- Bombay Bicycle Club
- Bury Tomorrow
- Coldplay
- Cooper Temple Clause
- Enter Shikari
- Foals
- Franz Ferdinand
- Funeral for a Friend
- Green Day
- Hadouken!
- Kasabian
- Klaxons
- KT Tunstall
- Lostprophets
- Manic Street Preachers
- Metronomy
- Mogwai
- Muse
- Napalm Death
- Nick Oliveri
- Oasis
- Panic! At The Disco
- Pete Doherty
- PJ Harvey
- Placebo
- Primal Scream
- Radiohead
- Skunk Anansie
- Suede
- Supergrass
- The Cranberries
- The Kills
- The Kooks
- The Libertines
- The Maccabees
- The Pigeon Detectives
- The Rakes
- The Spinto Band
- The Vaccines
- The Verve
- The Wombats
- White Lies